# Škoda Favorit
Škoda Favorit é um nome de modelo que a montadora tchecoslovaca (e agora tcheca) Škoda Auto usou para duas séries de modelos de automóveis.
A primeira série foi o Tipo 904, um carro de 1,8 litros produzido de 1936 a 1939, e seu sucessor, o Type 923, que foi um carro de 2,1 litros produzido de 1938 a 1941. Esses dois modelos tiveram pouco sucesso comercial e foram descontinuados após apenas 223 exemplares produzidos. Após o fracasso comercial, a Škoda não voltou a usar o nome de modelo Favorit durante 46 anos.
A segunda série é a linha de carros compactos Tipo 781, fabricada de 1987 a 1995. Foi o primeiro carro da Škoda a seguir a tendência europeia de localizar o motor na frente, montado transversalmente, e também foi o primeiro carro deles a usar a tração dianteira. O Favorit foi estreado em julho de 1987 na Feira de Engenharia de Brno.

## História

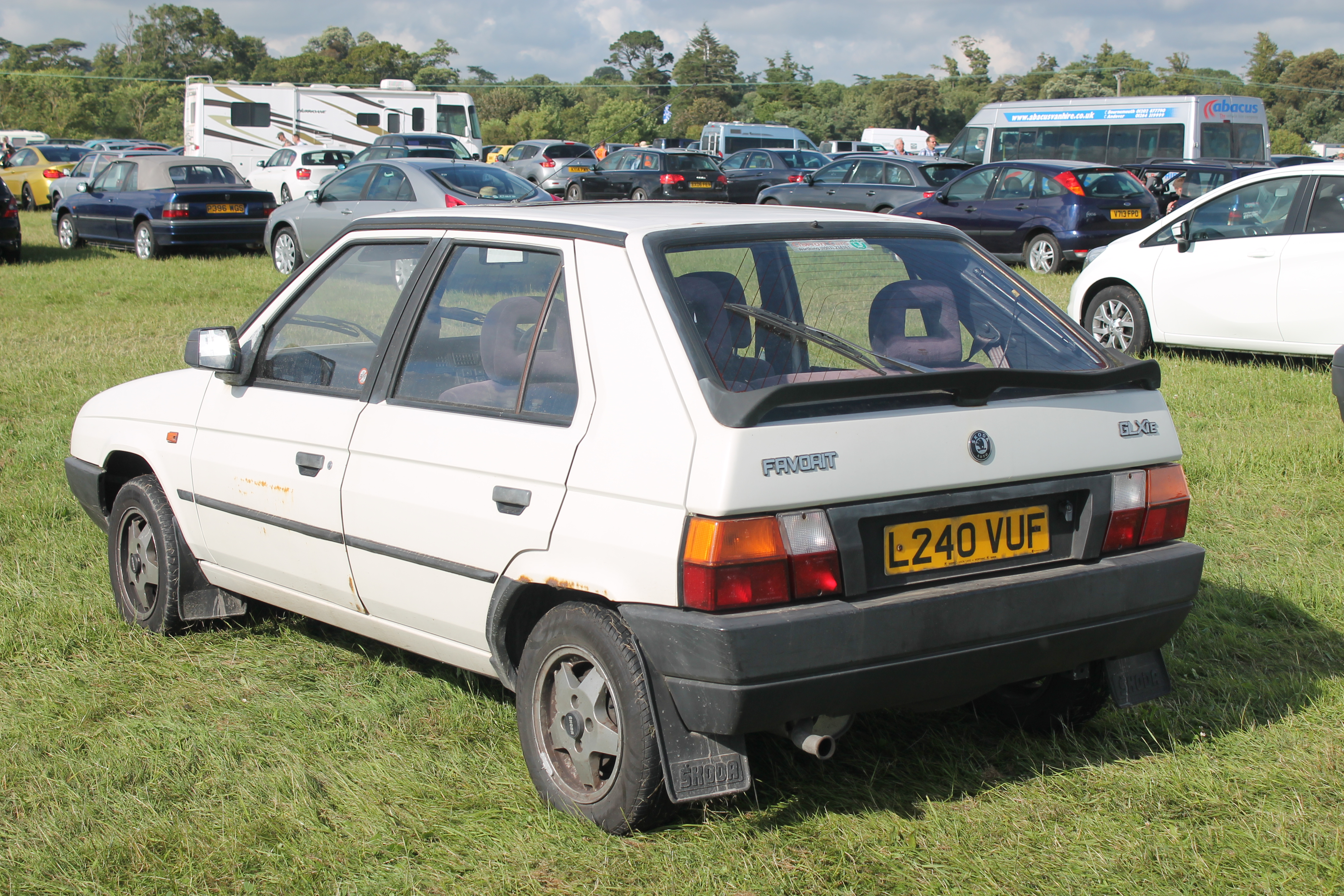
Traseira do Škoda Favorit

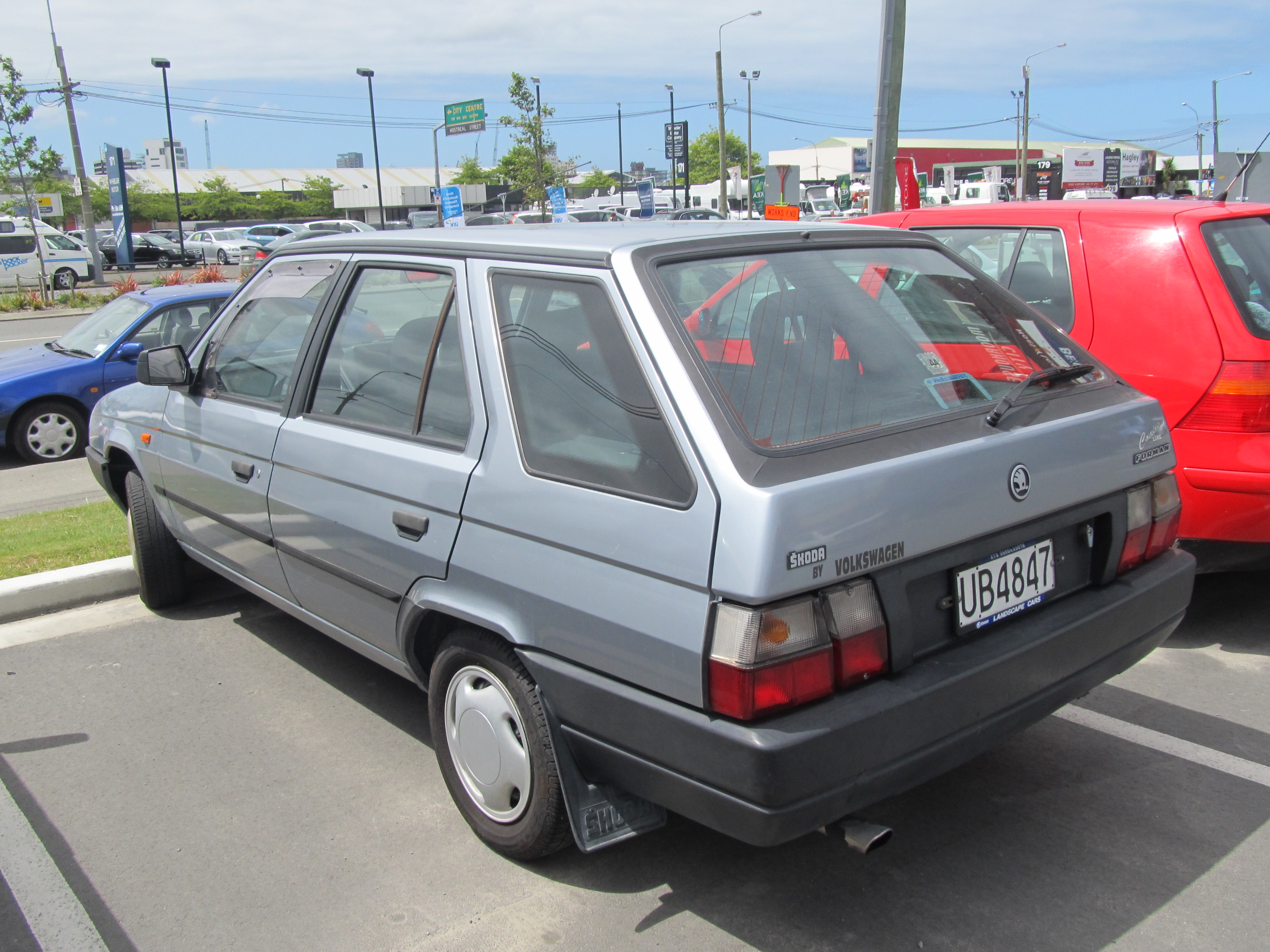
Traseira do Škoda Forman

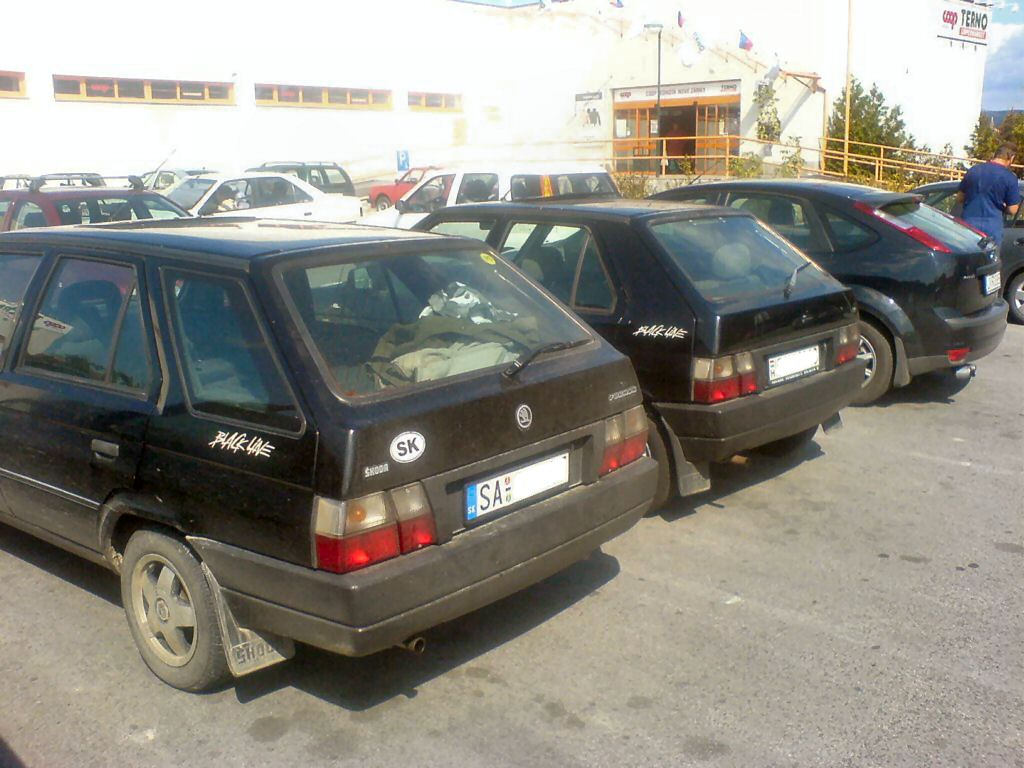
Perua e hatch Black Line lado a lado

Este último Favorit eventualmente sucedeu ao envelhecido Škoda 105/120 com motor traseiro e tração traseira, e foi um movimento considerável em direção ao mainstream moderno em termos de design, graças à sua carroceria hatchback projetada pelo Bertone e tração dianteira. No entanto, o Favorit inicialmente demorou muito para chegar ao mercado - o então proprietário da Škoda, o governo comunista da Tchecoslováquia, aprovou o desenvolvimento deste novo carro com tração dianteira em 1982, com o desenvolvimento real só começando em 1983. Disputas entre o governo breve, e Nuccio Bertone, o proprietário do estúdio de estilo, queriam dizer que o carro não foi projetado até meados de 1985, e a produção completa não começaria até 1987. Provavelmente o pior aspecto desta disputa é que um sedã de quatro portas e um cupê hatchback de 2 portas foram totalmente projetados, mas nunca entraram em produção.
O Favorit provou ser um dos carros mais populares da Europa Central e também foi exportado para vários países, incluindo Argentina, Bósnia e Herzegovina, Chile, China, Colômbia, Equador, Peru, Israel, Polônia, Rússia, Turquia e outros países.
O Favorit foi substituído em 1994 pelo Škoda Felicia, que foi desenvolvido em conjunto com o Grupo Volkswagen, então proprietário da Škoda Auto.
Talvez seja comparável ao Volkswagen Polo (as versões com injeção de combustível compartilham o sistema de gerenciamento do motor Bosch Mono-Motronic 1.2.3 com o Volkswagen Polo Mk2 e Volkswagen Golf Mk3) devido ao seu grande compartimento do motor, contribuindo para a possibilidade de fácil reparo. As peças são muito universais com outros carros do Leste Europeu. Seu design geral e funcionalidade mecânica são muito práticos, especialmente em comparação com um carro ocidental que requer peças caras, ou manutenção de simples botões ou outros aparelhos mecânicos e rudimentares simples.
Cerca de 50.000 exemplares do Favorit foram vendidos no Reino Unido entre 1989 e 1995, embora apenas 232 ainda estivessem na estrada em dezembro de 2016 e estivessem desaparecendo rapidamente. Um Favorit azul de 1993 ficou famoso depois de dirigir de Anfield, em Liverpool, até o estádio Wanda Metropolitano, em Madrid, para a final da Final da Liga dos Campeões da UEFA de 2019, antes de fazer a viagem de volta a Anfield. A viagem de ida foi filmada pelo YouTuber britânico e torcedor do Liverpool, Simon Wilson. O carro custou um total de £40 e teve três falhas de MOT, mas uma vez corrigidas, foi testado novamente e aprovado com cinco avisos.

## Estilos de carroceria

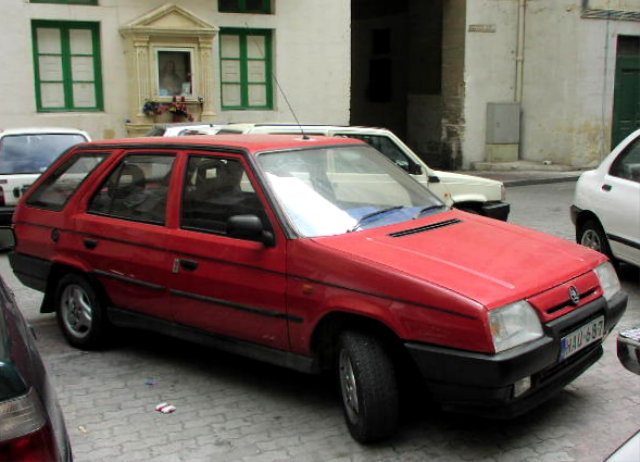
Škoda Forman

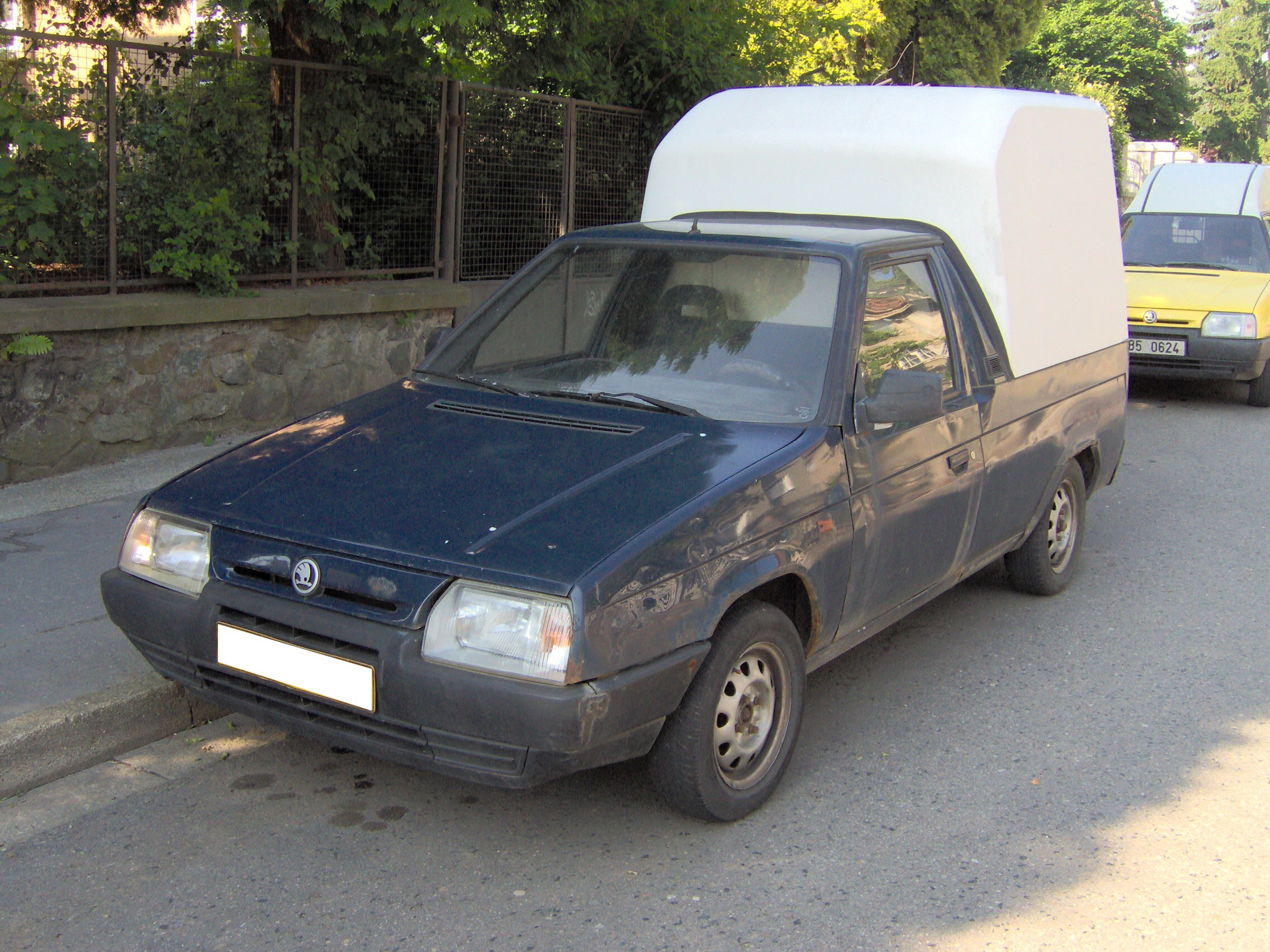
Škoda Pick-up

O estilo da carroceria do Škoda Favorit era um hatchback de cinco portas e cinco lugares.
Uma versão perua de cinco portas chamada Škoda Forman (Type 785) apareceu em 1990. Era conhecida como Favorit Estate no Reino Unido desde o seu lançamento em junho de 1991, dois anos depois de os compradores britânicos terem conseguido comprar o hatchback pela primeira vez. O nome tem origem na palavra tcheca "forman", que é "carroceiro". É um equívoco comum pensar que o nome esteja de alguma forma relacionado ao famoso cineasta tcheco Miloš Forman.
Uma picape de duas portas e dois lugares, chamada Škoda Pick-up (Tipo 787), foi lançada no ano seguinte.
Após a aquisição da Škoda Auto em 1991 pelo Grupo Volkswagen, novos desenvolvimentos e atualizações foram rapidamente implementados no Favorit. Isso incluiu novas versões de conversor catalítico com injeção de combustível, comercializadas como modelos Li, GLi e GLXi. Ao mesmo tempo, muitas melhorias cosméticas foram feitas no Favorit, como dobradiças de portas melhoradas, assentos, interiores, painéis e instrumentação Volkswagen. Também foram implementadas melhorias no controle de qualidade, além de recursos de segurança, como vigas reforçadas nas portas e frente redesenhada.
Durante 1993, ocorreu outra série de modernizações, que incluíram atualizações mecânicas e elétricas no motor, uma reformulação da carroceria e pára-choques maiores.
A capacidade do porta-malas no hatchback era de 251 litros com os bancos traseiros na posição vertical, e aumentava para 1.038 litros com os bancos traseiros rebatidos. Para mais espaço, o banco traseiro podia ser removido completamente.
Versões especiais foram feitas em número limitado. "Black Line" foi vendida com teto solar retrátil, luzes traseiras transparentes Hella, vidros escuros em toda a volta, travas elétricas das portas, tacômetro, relógio digital no console central do teto, limpadores intermitentes inteligentes, volante revestido em couro e botão de mudança de marcha, lavador de faróis Hella e um aparelho de som Blaupunkt com 4 alto-falantes. O carro é reconhecível pela pintura totalmente preta e pelas rodas de liga leve Ronal Série F de 13 "de fábrica. A "Silver Line" era semelhante, apenas na cor prata metálica com um painel preto ao redor da janela traseira e dos pilares B. Esses pacotes estavam disponíveis nos estilos de carroceria hatch e perua. "Solitaire" era muito raro, incluindo todos os itens acima, além de spoiler na porta traseira, sistema de alarme de fábrica, vidros dianteiros elétricos e injeção de combustível. As outras versões especiais vinham com carburador ou combustível motores injetados.

## Automobilismo

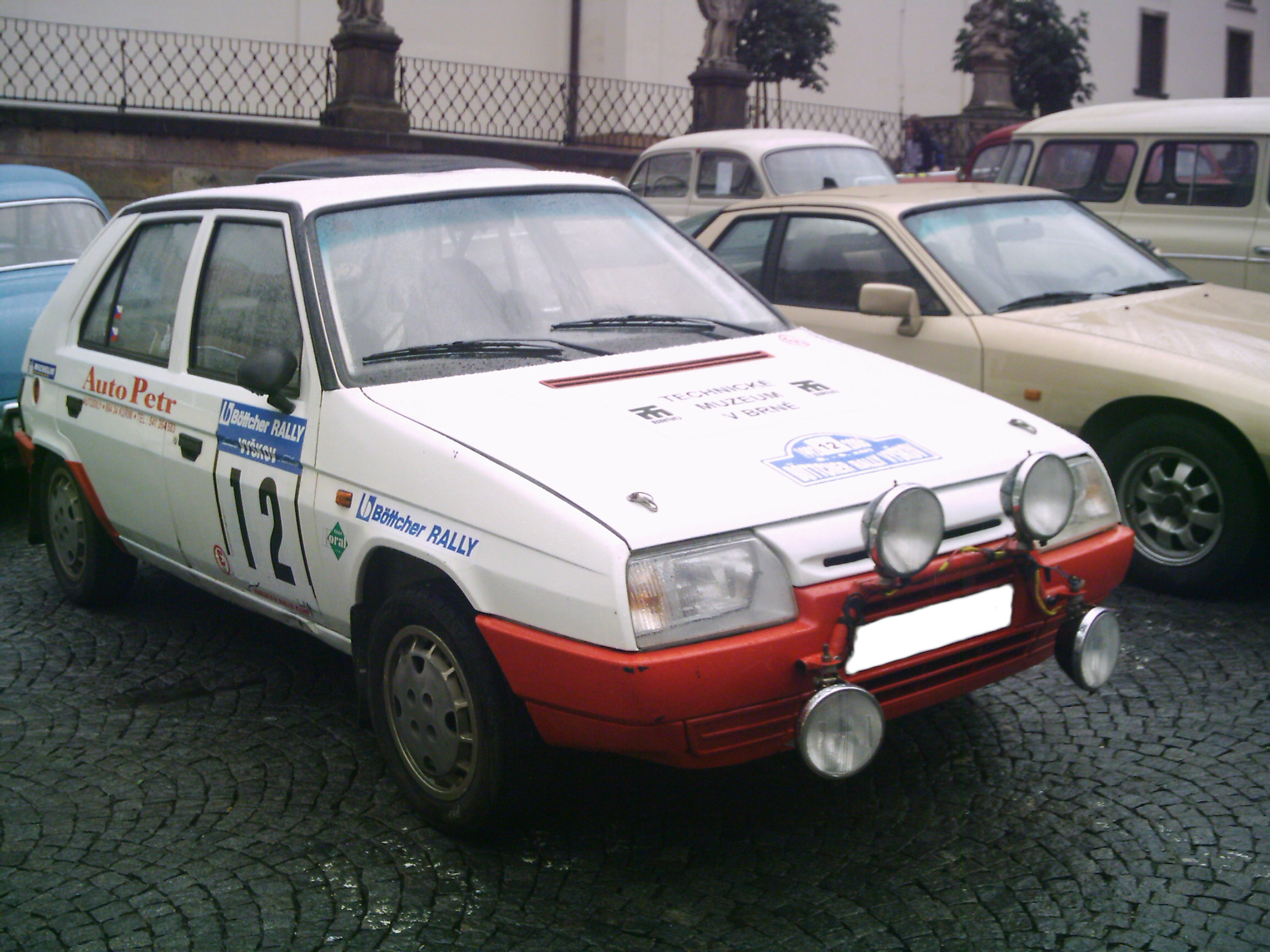
Um Škoda Favorit preparado para rali. Este é um carro não oficial usado por um "corsário" para competir no Rali de Böttcher.

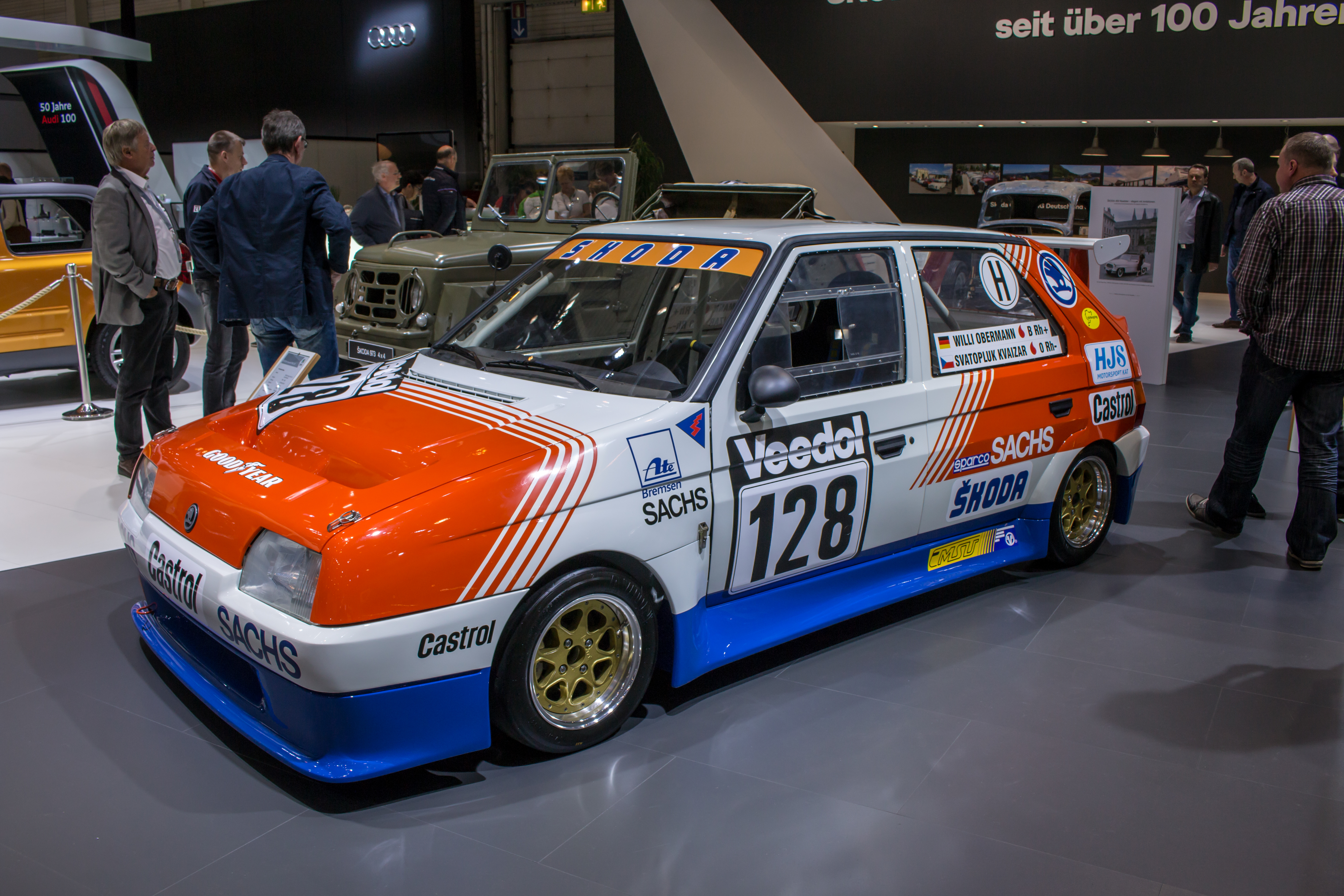
Favorit RS

Dois Favorit terminaram em primeiro e segundo lugar na classe sub-1300 cc no Rali de Monte Carlo de 1993, ficando em 18º e 23º na geral, respectivamente.
O Favorit inscrito pela Škoda Motorsport venceu imediatamente na categoria do Campeonato de Fabricantes de 2 litros do Campeonato Mundial de Rally da FIA de 1994 com um total de 43 pontos, apesar de ter apenas um motor de 1,3 litros. Derrotou carros rivais de fabricantes como Ford, Citroën (AX Sport), Peugeot (205 Rallye e 205 GTI), Fiat (Cinquecento), Renault, Rover (Mini Cooper), Suzuki (Swift GTI), Daihatsu (Charade 1.3i) , Lada (Riva) e até Trabant P 601. Também competiu com carros de outras marcas do seu futuro controlador Grupo Volkswagen, nomeadamente Volkswagen e SEAT (Marbella GL). O piloto de fábrica Pavel Sibera conseguiu pilotar o Favorit para a classificação geral dos dez primeiros em duas ocasiões, que incluiu a categoria principal do Campeonato Mundial de Rally, e seu companheiro de equipe Emil Triner alcançou o mesmo feito, com a melhor colocação de 9º lugar geral no Rali da Acrópole, e 8º no Rally de Espanha.
Houve também protótipos com motor 1.6 OHC da Škoda.